# Gretnini
De Gretnini zijn een geslachtengroep van vlinders van de familie van de dikkopjes (Hesperiidae) van de onderfamilie van de Hesperiinae.

## Geslachten
- Balenga Grishin, 2023
- Gretna Evans, 1937